# سفيان (مغني)
سفيان (بالفرنسية: Sofiane)‏ هو مغني وكاتب أغاني فرنسي، ولد في 18 نوفمبر 1981 في فرنسا.

## وصلات خارجية
- سفيان على موقع ميوزك برينز (الإنجليزية)
- سفيان على موقع ديسكوغز (الإنجليزية)